# Anthony Suau
Anthony Suau (* 1956) ist ein vielfach ausgezeichneter US-amerikanischer Fotograf, der sich der Dokumentation von Krisen und Konflikten weltweit verschrieben hat.

## Fotografisches Schaffen
Von 1979 bis 1985 war Suau als Fotograf für die Chicago Sun-Times und die Denver Post tätig. 1984 wurde er, damals in Diensten der Denver Post, mit dem Pulitzer-Preis der Kategorie Fotografie für eine Fotoserie über die Folgen der Hungerkatastrophe in Äthiopien ausgezeichnet. 1985 siedelte Suau nach New York City um und arbeitete mit der Black Star Fotoagentur unter Anleitung von Howard Chapnick. Im selben Jahr erhielt er den ICP Infinity Award for „Outstanding Photographer under 30“. 1987 wurde sein Bild einer koreanischen Mutter, die sich verzweifelt an den Schild eines Polizisten klammert, nachdem ihr Sohn während einer Demonstration verhaftet wurde, von World Press Photo zum Pressefoto des Jahres gewählt und Suau selbst zum „Magazine Photographer of the Year“ im NPPA Pictures of the Year Wettbewerb ernannt.
Seit 1991 ist er als Vertragsfotograf für das TIME Magazine tätig. 1994 veröffentlichte Suau einen Bildband über den Völkermord in Ruanda, 1995 wurde er für seine Arbeiten über den Krieg in Tschetschenien, die er ebenfalls als Bildband veröffentlichte, mit der Robert Capa Gold Medal ausgezeichnet.
Von 1989 bis 1999 dokumentierte Suau im Langzeitprojekt Beyond the Fall über ein Jahrzehnt die Umbrüche in den Staaten des ehemaligen Warschauer Paktes, insbesondere in Russland. Die Fotos waren weltweit in Ausstellungen, unter anderem auch im Europäischen Parlament in Brüssel zu sehen. Suaus Buch Fear this thematisiert kritisch die amerikanische Invasion im Irak. Im Zuge seiner Arbeiten im Irak geriet Suau in irakische Gefangenschaft.
Im Jahr 2007 wurde Suau zum ICP Photojournalist of the Year gewählt. Suaus Bild eines Sheriffs, der mit gezogener Waffe ein im Zuge der Finanzkrise zwangsversteigertes Haus in Cleveland, Ohio, durchsucht, wurde als Pressefoto des Jahres 2008 ausgezeichnet.

## Auszeichnungen
- Pulitzer-Preis: 1984
- Infinity Award for Outstanding Photographer under 30: 1985
- Pressefoto des Jahres: 1987, 2008
- Magazine Photographer of the Year: 1988, 1994
- Robert Capa Gold Medal: 1995
- Canon Photo Essayist Award: 1996
- ICP Photojournalist of the Year: 2007

## Bücher
- On a deux yeux de trop: Avec les refugies rwandais, Goma, Zaire, 1994 (Voir et dire). Actes Sud, 1995, ISBN 2-7427-0564-3.
- Dans les montagnes ou vivent les aigles: Grozny, Tchetchenie, janvier 1995 (Voir et dire). Actes Sud, 1995, ISBN 2-7427-0565-1.
- Brazil Incarnate. Network Photographers, 1999, ISBN 0-9536756-1-0.
- Beyond the Fall: The Former Soviet Bloc in Transition 1989–1999. Liaison Agency, 2000, ISBN 0-9677968-0-6.
- Fear this. Aperture, 2005, ISBN 1-931788-53-7.